# Łewyćke
Łewyćke (ukr. Левицьке, do 2024 Hrażdaniwka, ukr. Гражданівка) – wieś na Ukrainie, w obwodzie mikołajowskim, w rejonie perwomajskim, w hromadzie Wradijiwka. W 2001 liczyła 195 mieszkańców.